# Wiesing
Wiesing je obec v Rakousku ve spolkové zemi Tyrolsko v okrese Schwaz.
Žije zde 2 008 obyvatel (1. 1. 2011).